# Australopithecus garhi
Australopithecus garhi es una especie de homínido extinto  que habitó en la zona de la actual Etiopía hace unos 2,5 millones de años, en el Gelasiense (Pleistoceno inferior). Sus restos fósiles se descubrieron en 1996 por un grupo de investigación dirigido por el paleontólogo etíope Berhane Asfaw y el antropólogo estadounidense Tim White. El nombre de la especie "garhi" significa "sorpresa" en la lengua Afar.
Inicialmente se creyó que era el eslabón perdido entre los géneros Australopithecus y Homo, y por lo tanto un ancestro de nuestra especie. Sin embargo A. garhi es más avanzado que cualquier otro australopiteco, y una especie contemporánea (o casi) de las especies ancestrales de Homo, por lo tanto no es probable que sea un ancestro humano. Tim White fue el científico que halló el primero de los fósiles de A. garhi en 1996 cerca de la ciudad de Bouri, en el río Awash medio de la Depresión de Afar en Etiopía. El ejemplar tipo de A. garhi fue encontrado por el paleoantropólogo etíope Yohannes Haile-Selassie el 20 de noviembre de 1997.

## Morfología e interpretaciones
Los rasgos de A. garhi son algo distintos de los típicamente vistos en Australopithecus afarensis y en Australopithecus africanus. Un ejemplo de las diferencias puede verse al comparar el maxilar encontrado en Hadar, Etiopía (A. afarensis) con el espécimen de Bouri de A. garhi. La capacidad craneal de A. garhi es de 450 cm³, parecida a la de otros australopitecos. La mandíbula hallada por Asfaw tiene una morfología general compatible con la misma especie, aunque es posible que pertenezca a otras especies de homínidos encontradas en los mismos depósitos. Los estudios hechos en los premolares y molares muestran cierta similitud con los de Paranthropus boisei que son más grandes que en otras formas gráciles de australopitecos. Se ha sugerido que si A. garhi es un ancestro de Homo (ie. Homo habilis) la morfología maxilar debería haber tenido que evolucionar rápidamente en apenas 200.000 o 300.000 años.

### Primeras herramientas de piedra
Los pocos artefactos primitivos de piedra descubiertos con los fósiles de A. garhi y datados en 2,5-2,6 millones de años, recuerdan vagamente a la tecnología Olduvayense. El 23 de abril de 1999 la revista Science publicó que estas herramientas son más antiguas que las de Homo habilis, que es considerado un posible ascendiente directo de homínidos más modernos. Durante mucho tiempo los antropólogos sostuvieron que la habilidad de fabricar complejas herramientas era exclusiva de especies tempranas de Homo. Sin embargo, estas antiguas herramientas (cantos tallados y lascas) muestran el uso de varias técnicas que pueden observarse en las industrias más tardías de Olduvay y St. Acheul (Achelense). Asimismo, en Bouri se encontraron 3.000 artefactos toscos de piedra de una edad estimada en 2,5 millones de años.